# Rybałci
Rybałci – lwowskie ugrupowanie literackie, działające w latach 30. XX w., wywodzące się z kręgu członków Koła Polonistów Uniwersytetu Jana Kazimierza i seminarzystów profesora Juliusza Kleinera, spotykających się na wieczorach literackich, organizowanych przez Zbigniewa Troczewskiego w domu akademickim przy ulicy Mochnackiego 32 i przez Emila Tenenbauma w jego mieszkaniu. Tenenbaum wymyślił również nazwę grupy. Do "Rybałtów" należeli: Aleksander Baumgardten, Maciej Freudman, Stanisław Rogowski, Władysław Jan Turzański, Mirosław Żuławski. Z grupą związany był również Zygmunt Haupt. 
"Rybałci" publikowali na łamach "Wczoraj - dziś - jutro", "Kuriera Lwowskiego" i "Sygnałów". Od 1936 roku posiadali stałą rubrykę w lwowskim "Dzienniku Polskim", o nazwie Kolumna Rybałtów. Od 12 lipca 1937 roku grupa występowała również w Polskim Radiu w ramach cyklicznej audycji pt. Studio młodych. W audycjach prowadzili swobodne rozmowy na temat literatury i sztuki, a także prezentowali własne utwory.     